# Svarta hundar
Svarta hundar (eng: Black Dogs) är en roman av den brittiska författaren Ian McEwan, som släpptes på originalspråk 1992 samt i svensk översättning av Maria Ekman på Bonnier Alba 1993. Romanen handlar om nazismens följder i Europa, och hur Berlinmurens fall under 1980-talets slut påverkade dem som en gång såg kommunismen som framtiden. Huvudkaraktärerna reser till Frankrike, där de stöter på störande återstoder av nazismen på den franska landsbygden.